# 橙花破布木
橙花破布木（学名：Cordia subcordata）为紫草科破布木属下的一个种。

## 扩展阅读
- 維基物種上的相關：橙花破布木